# Svartholm, Lovisa
Svartholm är en ö i Finland. Den ligger i Finska viken och i kommunen Lovisa i den ekonomiska regionen  Lovisa i landskapet Nyland, i den södra delen av landet. Ön ligger omkring 78 kilometer öster om Helsingfors.
Öns area är 5,7 hektar och dess största längd är 450 meter i sydöst-nordvästlig riktning.
På ön ligger Svartholms fästning.